# بارسلونا ۲–۸ بایرن مونیخ
بازی مرحله یک‌چهارم نهایی لیگ قهرمانان اروپا ۲۰–۲۰۱۹ بین تیم‌های بارسلونا و بایرن مونیخ در تاریخ ۱۴ اوت ۲۰۲۰، در ورزشگاه دا لوز، در شهر لیسبون کشور پرتغال، برگزار شد. بایرن که بعداً قهرمان این رقابت‌ها شد، بارسلونا را ۸–۲ شکست داد. این نخستین باری بود که باشگاه از سال ۱۹۴۶، زمانی که در کوپا دل ژنرالیسیمو ۱۹۴۶ به سویا ۸–۰ باخت، ۸ گل در یک بازی دریافت کرد. این همچنین دومین مورد در تاریخ بود که بارسلونا پس از باخت ۵–۴ مقابل لفسکی صوفیه در مرحله یک چهارم نهایی جام یوفا ۷۶–۱۹۷۵، بیش از ۴ گل در یک بازی مسابقات یوفا دریافت کرد. بدین ترتیب سنگین‌ترین شکست بارسلونا از سال ۱۹۵۱، زمانی که در فصل ۵۱–۱۹۵۰ لا لیگا با نتیجه ۶ بر ۰ مغلوب همشهری خود اسپانیول شد رقم خورد.
با توجه به دنیاگیری کووید-۱۹ در اروپا، این مسابقه پشت درهای بسته برگزار شد.

## پیشینه
در مرحله گروهی لیگ قهرمانان اروپا ۹۹–۱۹۹۸، بایرن در هر دو بازی رفت و برگشت بارسا را شکست داد، و مسیر رقابت‌های آن فصل را تا فینال پیمود و در بازی نهایی که به میزبانی نیو کمپ برگزار شد نتوانست حریف منچستر شود تا شیاطین سرخ، سه‌گانه (لیگ، جام حذفی، لیگ قهرمانان) را در آن فصل کسب کنند (منچستر یونایتد نیز در همان گروه بود و در تمامی دیدارهای خود برابر بایرن و بارسا به تساوی رسید. بارسلونا موفق به صعود از گروه خود در آن فصل نشد.)
بایرن و بارسا پس از لیگ قهرمانان ۰۹–۲۰۰۸ در چهار بازی مرحله حذفی به مصاف هم رفته‌اند. جالب آنکه هر بار برنده نهایی دیدار حذفی بایرن و بارسا، نه تنها به قهرمانی در لیگ قهرمانان اروپا رسیده، که سه‌گانه را نیز در سال‌های ۲۰۰۹، ۲۰۱۳، ۲۰۱۵ و ۲۰۲۰، کسب کرده است. توماس مولر از بایرن در بازی سال ۲۰۰۹ ذخیره بود، اما در همه مسابقات بعدی بایرن و بارسا، در ترکیب اولیه حضور داشت.
بارسلونا در مرحله یک چهارم نهایی لیگ قهرمانان اروپا ۰۹–۲۰۰۸ در مجموع بازی‌های رفت و برگشت ۵–۱ پیروز شد. در بازی رفت با میزبانی نیوکمپ که برد ۴–۰ بارسا را در پی داشت، تمام گل‌ها در نیمه اول به ثمر رسید و باعث شد فرانتس بکنباوئر، رئیس وقت بایرن مونیخ اینچنین اظهار نظر کند: «آنچه در نیمه اول دیدم، بدون شک بدترین فوتبال تاریخ بایرن است». پپ گواردیولا، سرمربی بارسا در بازی رفت به دلیل اعتراض به کارت زردی که به لیونل مسی داده شد، از زمین بازی اخراج و مجبور شد بازی برگشت را از روی سکوها تماشا کند. این شکست و همچنین باخت ۵–۱ در بوندسلیگا پیش از این بازی، در نهایت منجر به اخراج یورگن کلینزمن، سرمربی بایرن در آن فصل شد.
در بازی مرحله نیمه نهایی فصل ۱۳–۲۰۱۲، درخشش آرین روبن و توماس مولر، نتیجه ۷–۰ را در مجموع دو بازی رفت و برگشت برای بایرن به ارمغان آورد تا این برد به بزرگ‌ترین پیروزی نیمه نهایی در کل تاریخ لیگ قهرمانان تبدیل شود، از جمله پیروزی ۳–۰ در نیوکمپ که تا قبل از باخت ۳–۰ بارسلونا در برابر یوونتوس در ۸ دسامبر ۲۰۲۰ آخرین شکست خانگی بارسلونا در رقابت‌های اروپایی بود.
در مرحله نیمه‌نهایی رقابت‌های فصل ۱۵–۲۰۱۴، لیونل مسی و نیمار بازیکنان کلیدی بارسا در پیروزی ۵–۳ برابر بایرن بودند پیروزی ۳–۰ در نیوکمپ و سپس شکست ۳–۲ در آلیانز آرنا بارسلونا را راهی فینال آن فصل از رقابت‌ها کرد. سرمربی وقت بایرن در آن بازی پپ گواردیولا بود که پیش از این، در سال‌های ۲۰۰۸ تا ۲۰۱۲ از جمله بازی رفت مرحله یک چهارم نهایی لیگ قهرمانان اروپا ۰۹–۲۰۰۸ مقابل بایرن برای بارسلونا سرمربیگری کرده بود.

## مسیر رسیدن به یک چهارم نهایی
هر دو تیم به عنوان سرگروه به مرحله حذفی صعود کردند. همچنین هر دو تیم در طول فصل مربیان خود را تغییر داده بودند، بایرن در نوامبر ۲۰۱۹ هانس دیتر فلیک را جایگزین نیکو کواچ کرد، و بارسلونا در ژانویه ۲۰۲۰ کیکه ستین را به جای ارنستو والورده برروی نیمکت نشاند. در مرحله گروهی بارسلونا با بروسیا دورتموند، اینترمیلان و اسلاویا پراگ روبرو شده بود، در حالی که بایرن به مصاف تاتنهام، المپیاکوس و ستاره سرخ بلگراد رفت و در هر شش بازی گروهی خود پیروز شد، از جمله پیروزی قاطع ۷–۲ در ورزشگاه تاتنهام هاتسپر، و در مجموع بازی‌های مرحله گروهی ۲۴ گل به ثمر رساند و تنها ۵ گل دریافت کرد. بارسلونا در مرحله یک‌هشتم نهایی با ناپولی روبرو شد و در مجموع ۴–۲ پیروز شد، در حالی که بایرن مونیخ چلسی را ۷–۱ در هم کوبید، بازی‌های برگشت هر دو تیم به دلیل تأثیر همه‌گیری ویروس کرونا پشت درهای بسته و بدون حضور تماشاگران برگزار شد.

## مسابقه

### خلاصه بازی

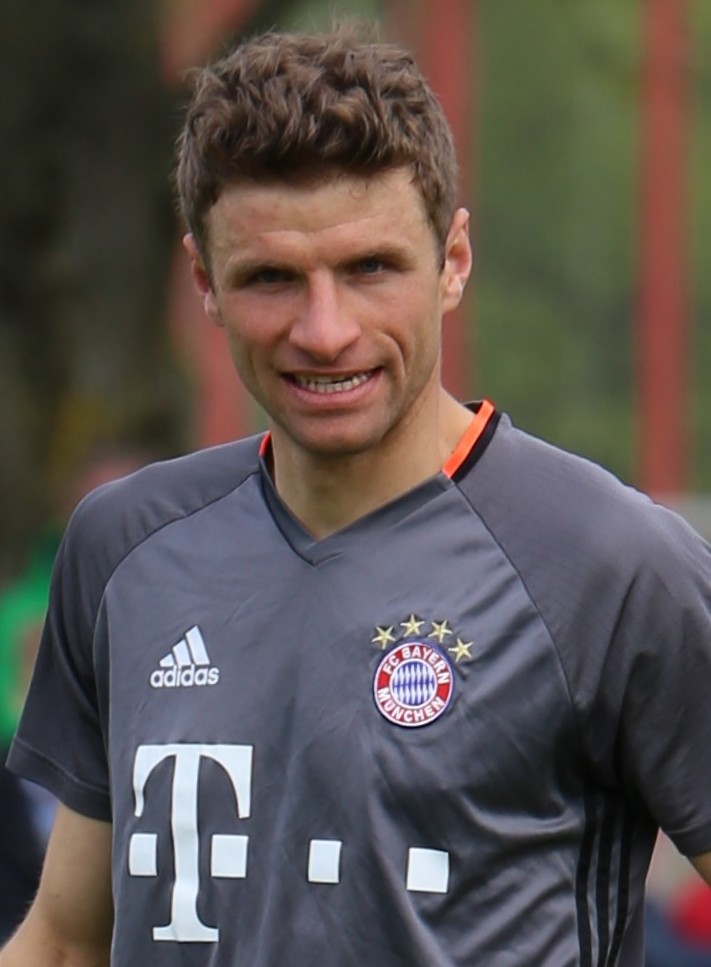
توماس مولر به عنوان بهترین بازیکن زمین انتخاب شد.

در پی تصمیم یوفا برای تکمیل رقابت‌های فصل دو لیگ قهرمانان اروپا ۲۰۲۰–۲۰۱۹ و لیگ اروپا ۲۰۲۰–۲۰۱۹، که از ماه مارس به دلیل همه‌گیری ویروس کرونا متوقف شده بودند، این مسابقه در ۱۴ اوت ۲۰۲۰ در ورزشگاه بی‌طرف استادیو دا لوز در شهر لیسبون کشور پرتغال و به صورت تک حذفی برگزار شد. در همان دقایق ابتدایی، توماس مولر به دنبال یک به دویی که با روبرت لواندوفسکی داشت، با یک ضربه بغل پا بایرن مونیخ را پیش انداخت. اندکی پس از آن داوید آلابا با تکل خود پاس جوردی آلبا برای سوارز را در نیمه راه قطع و وارد دروازه خودی کرد تا بازی در دقیقه ۷ به تساوی کشیده شود. پس از آن بارسلونا دو موقعیت خطرناک به دست آورد. در ابتدا سوارز با پاس سمدو در موقعیت تک به تک قرار گرفت که با خروج نویر از دروازه ضربه او راهی کرنر شد و بلافاصله توپ ارسالی مسی که به قصد پاس روی دروازه ریخته شده بود با عبور از بالای سر تمامی بازیکنان به تیرک دروازه برخورد کرد و خطر برای بایرن رفع شد. در دقایق بعدی، بازی از دست بارسلونا خارج شد. در دقیقه ۲۱، سرژ گنابری با ربودن پاس اشتباه سرجی روبرتو و رساندن آن به ایوان پریشیچ سازنده گل دوم بایرن شد. خود گنبری در دقیقه ۲۷ پاس لئون گورتزکا را با شوت خود از زیر دستان تراشتگن راهی دروازه کرد و مولر چهار دقیقه بعد از روی پاس یزوا کیمیش خیلی زود چهارمین گل را برای بایرن به ارمغان آورد.
در دقیقه ۵۷، سوارز با یک دریبل زیبا و شوت پای چپ خود از مرکز محوطه جریمه توپ را به گوشه پایین سمت راست دروازه فرستاد و بارقه امیدی را در دل اسپانیایی‌ها زنده کرد، اما هیچ‌کس فکرش را نمی‌کرد که…. که در دقیقه ۶۳ آلفونسو دیویز با فرار از دست مدافع بارسلونا، نلسون سمدو، خود را به محوطه شش قدم رساند و کیمیش با ضربه بغل پای خود پاس او را به تور دروازه چسباند و نتیجه ۵—۲ را برای ژرمن‌ها رقم زد. بایرن در ۱۰ دقیقه پایانی مسابقه سه گل دیگر نیز به ثمر رساند. لواندوفسکی، مهاجم آماده بایرنی‌ها، که در اکثر دقایق بازی بی‌اثر بود، در دقیقه ۸۲ از روی ارسال نزدیک فیلیپه کوتینیو، چهاردهمین گل خود در لیگ قهرمانان را با ضربه سر ثبت کرد. کوتینیو که به صورت قرضی از بارسلونا برای بایرن بازی می‌کرد، دو گل آخر بازی را به ثمر رساند. ابتدا در دقیقه ۸۵ و از مرکز محوطه جریمه با یک ضربه پای راست پاس مولر را به گوشه سمت چپ و پایین دروازه تراشتگن نشاند و در ادامه پاس با ضربه سر بازیکن تعویضی، لوکاس هرناندز را در دقیقه ۸۹ با پای چپ و از فاصله بسیار نزدیک به همان گوشه روانه کرد، تا به این ترتیب بدترین شکست ۶۹ سال گذشته را به بارسلونا تحمیل کند.

## جزئیات
| بارسلونا                                            | ۲–۸   | بایرن مونیخ |
| --------------------------------------------------- | ----- | --- |
| داوید آلابا ۷' (گل‌به‌خودی) · لوییس سوارز ۵۷' (آلبا ) | گزارش | توماس مولر ۴' (لواندوفسکی ) · ایوان پریشیچ ۲۲' (گنابری ) · سرژ گنابری ۲۷' (گورتزکا ) · توماس مولر ۳۱' (کیمیش ) · یزوا کیمیش ۶۳' (دیویز ) · روبرت لواندوفسکی ۸۲' (کوتینیو ) · فیلیپه کوتینیو ۸۵' (مولر ) · فیلیپه کوتینیو ۸۹' (ارناندز ) |

| بارسلونا | بایرن مونیخ |

| GK        | ۱  | مارک-آندره تر اشتگن |       |     |
| RB        | ۲  | نلسون سمدو          |       |     |
| CB        | ۳  | جرارد پیکه          |       |     |
| CB        | ۱۵ | کلمون لنگله         |       |     |
| LB        | ۱۸ | ژوردی آلبا          | '۵۸   |     |
| CM        | ۲۰ | سرجی روبرتو         |       | '۴۶ |
| CM        | ۵  | سرخیو بوسکتس        |       | '۷۰ |
| CM        | ۲۱ | فرنکی دی یونگ       |       |     |
| AM        | ۲۲ | آرتورو ویدال        | '۹۰+۲ |     |
| CF        | ۱۰ | لیونل مسی ()        |       |     |
| CF        | ۹  | لوییس سوارز         | '۵۴   |     |
| تعویض‌ها:  |    |                     |       |     |
| GK        | ۱۳ | نتو                 |       |     |
| GK        | ۲۶ | ایناکی پینا         |       |     |
| DF        | ۲۴ | جونیور فیرپو        |       |     |
| DF        | ۳۳ | رونالد فدریکو آراخو |       |     |
| DF        | ۴۴ | اسکار مینگوئزا      |       |     |
| MF        | ۴  | ایوان راکیتیچ       |       |     |
| MF        | ۲۸ | ریکی پویگ           |       |     |
| MF        | ۴۲ | مانچو               |       |     |
| MF        | ۴۶ | لودوویت ریس         |       |     |
| FW        | ۱۱ | عثمان دمبله         |       |     |
| FW        | ۱۷ | آنتوان گریزمن       |       | '۴۶ |
| FW        | ۳۱ | آنسو فاتی           |       | '۷۰ |
| سرمربی:   |    |                     |       |     |
| کیکه ستین |    |                     |       |     |

| GK             | ۱  | مانوئل نویر ()   |     |     |
| RB             | ۳۲ | یزوا کیمیش       | '۸۵ |     |
| CB             | ۱۷ | ژروم بواتنگ      | '۴۳ | '۷۶ |
| CB             | ۲۷ | داوید آلابا      |     |     |
| LB             | ۱۹ | آلفونسو دیویز    | '۵۲ | '۸۳ |
| CM             | ۱۸ | لئون گورتزکا     |     | '۸۳ |
| CM             | ۶  | تیاگو آلکانتارا  |     |     |
| RW             | ۲۲ | سرژ گنابری       |     | '۷۶ |
| AM             | ۲۵ | توماس مولر       | ()  |     |
| LW             | ۱۴ | ایوان پریشیچ     |     | '۶۷ |
| CF             | ۹  | روبرت لواندوفسکی |     |     |
| تعویض‌ها:       |    |                  |     |     |
| GK             | ۲۶ | اسون اولریش      |     |     |
| GK             | ۳۹ | رون-توربن هافمن  |     |     |
| DF             | ۲  | آلوارو اودریزولا |     |     |
| DF             | ۴  | نیکلاس زوله      |     | '۷۶ |
| DF             | ۲۱ | لوکا ارناندز     |     | '۸۳ |
| MF             | ۸  | خاوی مارتینز     |     |     |
| MF             | ۱۰ | فیلیپه کوتینیو   |     | '۷۶ |
| MF             | ۱۱ | میکائیل کویزانس  |     |     |
| MF             | ۲۴ | کورنتا تولیسو    |     | '۸۳ |
| MF             | ۴۲ | جمال موزیالا     |     |     |
| FW             | ۲۹ | کینگزلی کومان    |     | '۶۷ |
| FW             | ۳۶ | جاشوا زیرکزی     |     |     |
| سرمربی:        |    |                  |     |     |
| هانس دیتر فلیک |    |                  |     |     |

| بهترین بازیکن زمین: توماس مولر (بایرن مونیخ) کمک داوران: یور پراپروتنیک (اسلوونی) روبرت ووکان (اسلوونی) داور چهارم: آرتور سوارز دیاز (پرتغال) کمک داور ویدئویی: ماسیمیلیانو ایراتی (ایتالیا) دستیار کمک داور ویدئویی: مارکو گویدا (ایتالیا) | قوانین مسابقه - ۹۰ دقیقه وقت معمول مسابقه. - ۳۰ دقیقه وقت اضافه در صورت لزوم. - در صورتی‌که همچنان مسابقه مساوی بود، تیم برنده با ضربات پنالتی مشخص خواهد شد. - هر تیم ۱۲ بازیکن ذخیره خواهد داشت. - در طول مسابقه هر تیم اجازه ۵ تعویض دارند و در وقت اضافه حق تعویض ششم نیز خواهند داشت. |

### آمار بازی
| آمار            | بارسلونا | بایرن مونیخ |
| --------------- | -------- | ----------- |
| گل زده          | ۱        | ۴           |
| مجموع شوت‌ها     | ۴        | ۱۴          |
| شوت در چهارچوب  | ۳        | ۷           |
| مهار توپ        | ۳        | ۳           |
| مالکیت توپ      | ۵۲٪      | ۴۸‍%          |
| ضربه‌های کرنر    | ۴        | ۶           |
| خطا(ها)         | ۳        | ۱۲          |
| آفساید          | ۲        | ۱           |
| کارت (های) زرد  | ۰        | ۱           |
| کارت (های) قرمز | ۰        | ۰           |

| آمار            | بارسلونا | بایرن مونیخ |
| --------------- | -------- | ----------- |
| گل زده          | ۱        | ۴           |
| مجموع شوت‌ها     | ۳        | ۱۲          |
| شوت در چهارچوب  | ۲        | ۶           |
| مهار توپ        | ۲        | ۱           |
| مالکیت توپ      | ۴۷٪      | ۵۳٪         |
| ضربه (های) کرنر | ۲        | ۳           |
| خطا(ها)         | ۱۰       | ۱۰          |
| آفساید          | ۲        | ۱           |
| کارت (های) زرد  | ۳        | ۲           |
| کارت (های) قرمز | ۰        | ۰           |

| آمار            | بارسلونا | بایرن مونیخ |
| --------------- | -------- | ----------- |
| گل (های) زده    | ۲        | ۸           |
| مجموع شوت‌ها     | ۷        | ۲۶          |
| شوت در چهارچوب  | ۵        | ۱۳          |
| مهار توپ        | ۵        | ۴           |
| مالکیت توپ      | ۴۹٪      | ۵۱٪         |
| ضربه (های) کرنر | ۶        | ۹           |
| خطا(ها)         | ۱۳       | ۲۲          |
| آفساید          | ۴        | ۲           |
| کارت (های) زرد  | ۳        | ۳           |
| کارت (های) قرمز | ۰        | ۰           |

## پس از بازی
بارسلونا سنگین‌ترین شکست خود در ۶۹ سال گذشته را متحمل شد، این اولین بار بود که آنها در یک بازی از لیگ قهرمانان اروپا بیش از ۵ گل دریافت می‌کردند و بدترین نتیجه آنها از زمان باخت ۸–۰ مقابل سویا در یک‌هشتم نهایی مسابقات کوپا دل ری در سال ۱۹۴۶ بود.از سوی دیگر، بایرن مونیخ به شکست ناپذیری خود در تمام مسابقات این فصل از لیگ قهرمانان ادامه داد و در نهایت قهرمان مسابقات شد. هشت گلی که بایرن مونیخ به ثمر رساند، بیشترین گلزنی یک تیم در بازی حذفی جام باشگاه‌های اروپا بود از زمانی که رئال مادرید در یک‌هشتم نهایی سال ۱۹۹۱ سواروفسکی تایرول را با نتیجه ۹–۱ شکست داد.
روبرت لواندوفسکی، مهاجم بایرن، اولین بازیکنی شد که توانست پس از کریستیانو رونالدو در آوریل ۲۰۱۸ (با ۱۱ بازی)، در بیش از هشت بازی متوالی در لیگ قهرمانان گلزنی کند. هانس-دیتر فلیک، مربی بایرن، سومین مربی در کل تاریخ لیگ قهرمانان اروپا شد که پس از فابیو کاپلو در فصل ۹۳–۱۹۹۲ و لوئیس فرناندز در فصل ۹۵–۱۹۹۴ توانست شش بازی نخست خود را با برد ثبت کند.
این مسابقه همچنین با رقابت بین برزیل و آلمان در نیمه نهایی جام جهانی ۲۰۱۴ مقایسه شده است چرا که در مسیر پیروزی ۷–۱ آلمان در آن مسابقه نیز توماس مولر اولین گل بازی را به ثمر رسانده بود و ژروم بواتنگ و مانوئل نویر نیز در آن بازی حضور داشتند. همچنین فلیک در آن مسابقه دستیار سرمربی آلمان بود.
جرارد پیکه، مدافع بارسلونا اظهار داشت که این باشگاه به تغییرات ساختاری در تمام سطوح احتیاج دارد، در حالی که رئیس باشگاه جوزپ ماریا بارتومئو این بازی را «فاجعه» توصیف کرد. سه روز بعد از بازی، بارسلونا سرمربی خود کیکه ستین را اخراج کرد. روز بعد عذر مدیر ورزشی باشگاه، اریک آبیدال نیز خواسته شد. رونالد کومان، که از ۱۹۸۹ تا ۱۹۹۵ در این باشگاه بازی کرده بود و از سال ۱۹۹۸ تا ۲۰۰۰ زیر نظر لوئی ون خال کمک مربی او بود در ۱۹ اوت جایگزین ستین شد. به دنبال این شکست سنگین، لیونل مسی، کاپیتان بارسلونا رسماً تمایل خود به ترک این باشگاه را ابراز کرد، و علت تصمیم خود را در پی عدم موفقیت در کسب عنوان قهرمانی لیگ قهرمانان پس از دو ناکامی قبلی در این رقابت‌ها (۰ –۳ مقابل رم در مرحله یک چهارم نهایی ۱۸–۲۰۱۷ و ۰–۴ در برابر لیورپول در نیمه نهایی ۱۹–۲۰۱۸)، اینگونه توضیح داد: «من دید بلندتری دارم و می‌خواهم در بالاترین سطح بازی کنم، عناوین را ببرم، در لیگ قهرمانان رقابت کنم. شما ممکن است در این رقابت‌ها قهرمان شوید یا شکست بخورید، چرا که کار بسیار دشواری در پیش دارید، اما شما باید قادر به رقابت کردن باشید. حداقل برای آن بجنگید و اجازه ندهید در رم، لیورپول و لیسبون تحقیر شوید. همه اینها باعث شد من به این موضوع فکر کنم تا تصمیمی که می‌خواستم را عملی کنم.»
بایرن مونیخ پس از پیروزی یک بر صفر مقابل پاری سن ژرمن در فینال، ششمین عنوان قهرمانی خود را در این مسابقات و دومین سه‌گانه خود را به دست آورد.

## یادداشت
1. 1 2  بازی‌های باقی‌مانده از لیگ قهرمانان به دنبال همه‌گیری ویروس کرونا در اروپا در اوت ۲۰۲۰ و بدون تماشاگر برگزار شدند.[۲۳]
2. ↑  مدیر ورزشی بایرن مونیخ حسن سالیحمیدزیچ در دقیقه ۶۱ بازی کارت زرد گرفت.[۲۵]
3. ↑  هر تیم تنها سه فرصت برای تعویض داشت، بعلاوه تعویض چهارم در وقت‌های اضافه، به استثنای تعویض‌های انجام شده در وقت استراحت، پیش از شروع وقت‌های اضافه و در نیمه استراحت بین دو وقت اضافه.